# Berberskink
Berberskink (Eumeces algeriensis) är en ödleart som ingår i släktet Eumeces och familjen skinkar (Scincidae). IUCN kategoriserar arten globalt som livskraftig.

## Utbredning
Arten förekommer i områden med medelhavsklimat i Marocko och nordvästra Algeriet, samt den spansk exklaven Melilla, från kusttrakter och upp till 1 850 meters höjd över havet. Dess habitat är torr gräsmark, buskmark, öppen skog, skog och kustområden och den återfinns även i odlingsmarker och trädgårdar.
Berberskink är en vanlig ödla i Marocko och arten betraktas inte som hotad av IUCN. I Melilla är den dock sällsynt. Några större hot mot arten är inte kända, men det sker en viss insamling, dels för användning i traditionella mediciner och dels för handel som sällskapsdjur.

## Underarter
Arten delas in i följande underarter:
- E. a. meridionalis
- E. a. algeriensis

Notering: Statusen för meridionalis betraktas som oklar.

## Fortplantning
Berberskink är ovipar vilket innebär att honorna lägger ägg.